# Mur de Huy
Mur de Huy – właściwie chemin des Chapelles (pol. ścieżka kapliczna), jest ulicą w miejscowości Huy w Belgii. 
Jest to końcowy etap pielgrzymki do kościoła Notre Dame de la Sarte, w trakcie której pielgrzymi celebrują sześć kapliczek znajdujących się wzdłuż trasy. Nazwa Mur de Huy pochodzi od wyścigu kolarskiego La Flèche Wallonne, który po dwóch rundach kończy się trzecim podjazdem na jej szczycie. Długość 1,3 km, o średnim nachyleniu 9,3% (do 26% na jednym zakręcie) sprawia, że jest to jeden z najtrudniejszych podjazdów kolarskich w Europie.
W 2015 roku na Mur de Huy kończył się 3 etap Tour de France 2015, zwyciężył w nim Joaquim Rodríguez.

## Cechy charakterystyczne
- Wysokość: 204 m n.p.m.
- Początek: Huy
- Różnica poziomów: 128 m
- Długość: 1,3 km
- Średnie nachylenie: 9,3%